# 阮士惠
阮士惠（?—?），陝西省商州直隸州山陽縣人，清朝政治人物、同進士出身。
光緒十八年（1892年），参加光緒壬辰科殿試，登進士三甲70名。同年五月，著交吏部掣签分发各省，以知县即用